# Tombigbee (rivière)
La rivière Tombigbee, appelée aussi à ses débuts rivière de la Mobile ou rivière Chickasas, du nom des indiens riverains, est une rivière qui coule dans l'État de l'Alabama, après avoir pris sa source dans celui du Mississippi, aux États-Unis.

## Toponymie
Elle tire son nom du Fort Tombeche (ou Tombecbé) fondé en 1734 ou 1735 sur sa rive droite (occidentale) par M. de Bienville, gouverneur de la Louisiane française, pour servir de base à son expédition contre les tribus des Chicachas (Chickasaw), qui eut lieu l'année suivante. Par la suite, le fort donna son nom à cette partie de la rivière, en lieu et place de la Mobile. Le nom fut ensuite corrompu par les Anglo-américains en Tombigbee.

## Géographie
La rivière traverse du Nord au Sud l'actuel État américain de l'Alabama, aux États-Unis. Elle reçoit les eaux d'un affluent, la rivière Noxubee près de la ville de Gainesville (Alabama), située dans le comté de Sumter, dans l'Alabama. 
La rivière continue sa course pour confluer avec la rivière Alabama, un peu au nord de la baie de Mobile qui fut capitale de la Louisiane entre 1720 et 1723 avant que celle-ci ne soit transférée à La Nouvelle-Orléans. Ces deux rivières réunies forment le fleuve Mobile.

## Histoire
Mobile avait été choisi pour site de la colonie parce que les rivières Tombigbee et Alabama permettaient d'accéder à l'intérieur des terres. Sur les 4 000 Français exilés en Louisiane par la Compagnie d'Occident, après des publicités dans le Mercure de France, entre 1718 et 1721, un millier sont restés bloqués près d'un an au camp de Biloxi et 2 000 périrent de maladie.
C'est le long du cours de la rivière Tombigbee, 618 km avec un bassin de 50 500 km2, que se sont installés en nombre les premiers colons français de l'Alabama au milieu des Indiens Choctaw et Chickasaw, menés en 1734 par Bienville à Fort Tombeche, qui deviendra ensuite un poste de traite américain sous le nom de Fort Tombecbe. Par la suite, le fort laissera la place à la cité de Saint Stephens, la première capitale du Territoire de l'Alabama.
En 1736, Bienville organisa une expédition punitive contre les Chicachas (ou Chickasaw) qui avaient donné refuge aux chefs Natchez, responsables de la tuerie de 1729 au Fort Rosalie. Son plan était  de remonter la rivière Tombigbee, atteignant les villages chicachas par le sud, tandis que le major Pierre d’Artaguiette, venant des Illinois par le Mississippi, s’approcherait par le nord-ouest pour le retrouver au comptoir des Anglais près de Fulton. Le 25 mars, d’Artaguiette, à court de vivres, attaqua prématurément trois villages chicachas près du village actuel de Pontotoc (Mississippi) mais, submergé par le nombre, il fut capturé par les Chicachas et brûlé le jour même avec une vingtaine de Français. Quant à Bienville, retardé par des pluies diluviennes, il mit plus de cinq semaines à remonter la rivière en crue, plus deux semaines d'étape, et fut vaincu le 26 mai devant les fortifications d'Ackia.
En 1746, le gouverneur de la Louisiane Pierre de Rigaud de Vaudreuil a de nouveau combattu les Indiens choctaw. Le site du Fort Tombeche sera pris par les troupes espagnoles en 1783. Au tout début du XIXe siècle, en 1800 les bords de la rivière comptent 1 250 habitants : c'est la deuxième colonie du grand sud, hors Louisiane, après le Natchez District, qui en compte 4 500 grâce à l'essor du coton à partir de 1795. En 1811, le nouveau Territoire de l'Alabama, compte 9 046 habitants dont 2 565 esclaves, essentiellement sur les rives de la Tombigbee, et la guerre de 1812 va entraîner un fort accroissement démographique, appelé Alabama fever.
En 1817, le général français Henri Lallemand envisagea la création d'une colonie agricole française sur la rivière Tombigbee. "Aucune rivière des États-Unis ne présente plus de facilité pour la navigation des navires à vapeur que le Tombigbee" écrit cette année-là L'Abeille américaine, journal des réfugiés français de Saint-Domingue en Amérique. Finalement, c'est la Vine and Olive Colony qui s'installe le long de la rivière, avec en particulier Charles Lefebvre-Desnouettes.
Le canal Tennessee-Tombigbee, ouvrage du corps des ingénieurs de l'armée américaine, qui permet la navigation sur la rivière Tombigbee et une liaison vers le port de Mobile, rejoint la rivière Tennessee près de la frontière entre le Tennessee, l'Alabama et le Mississippi. La ville pittoresque de Jackson en Alabama, du nom de l'ex-président américain Andrew Jackson, surnommée The pine city, se situe dans la vallée de la rivière Tombigbee, dont est elle aujourd'hui la première ville.